# Amtsbezirk Courtelary
Der Amtsbezirk Courtelary (französisch District de Courtelary) war bis zum 31. Dezember 2009 eine Verwaltungseinheit mit Hauptort Courtelary im Schweizer Kanton Bern. Der Amtsbezirk umfasste 18 Gemeinden auf 266,08 km². Die Gemeinden des ehemaligen Amtsbezirks hatten Ende 2013 23'068 Einwohner. Sie sind grösstenteils französischsprachig.

## Gemeinden
| Name der Gemeinde | Einwohner (31. Dez. 2013) | Fläche in km² | Einwohner pro km² |
| ----------------- | ------------------------- | ------------- | ----------------- |
| Corgémont         | 1'621                     | 17,66         | 92                |
| Cormoret          | 481                       | 13,48         | 36                |
| Cortébert         | 714                       | 14,76         | 48                |
| Courtelary        | 1'290                     | 22,21         | 58                |
| La Ferrière       | 553                       | 14,16         | 39                |
| La Heutte         | 485                       | 8,21          | 59                |
| Mont-Tramelan     | 113                       | 4,64          | 24                |
| Orvin             | 1'201                     | 21,59         | 56                |
| Péry              | 1'359                     | 15,57         | 87                |
| Plagne            | 361                       | 7,55          | 48                |
| Renan (BE)        | 854                       | 12,63         | 68                |
| Romont (BE)       | 195                       | 7,02          | 28                |
| Saint-Imier       | 4'949                     | 20,87         | 237               |
| Sonceboz-Sombeval | 1'849                     | 14,96         | 124               |
| Sonvilier         | 1'246                     | 23,78         | 52                |
| Tramelan          | 4'419                     | 24,83         | 178               |
| Vauffelin         | 455                       | 5,92          | 77                |
| Villeret          | 923                       | 16,24         | 57                |
| Total (18)        | 23'068                    | 266,08        | 87                |

## Veränderungen im Gemeindebestand

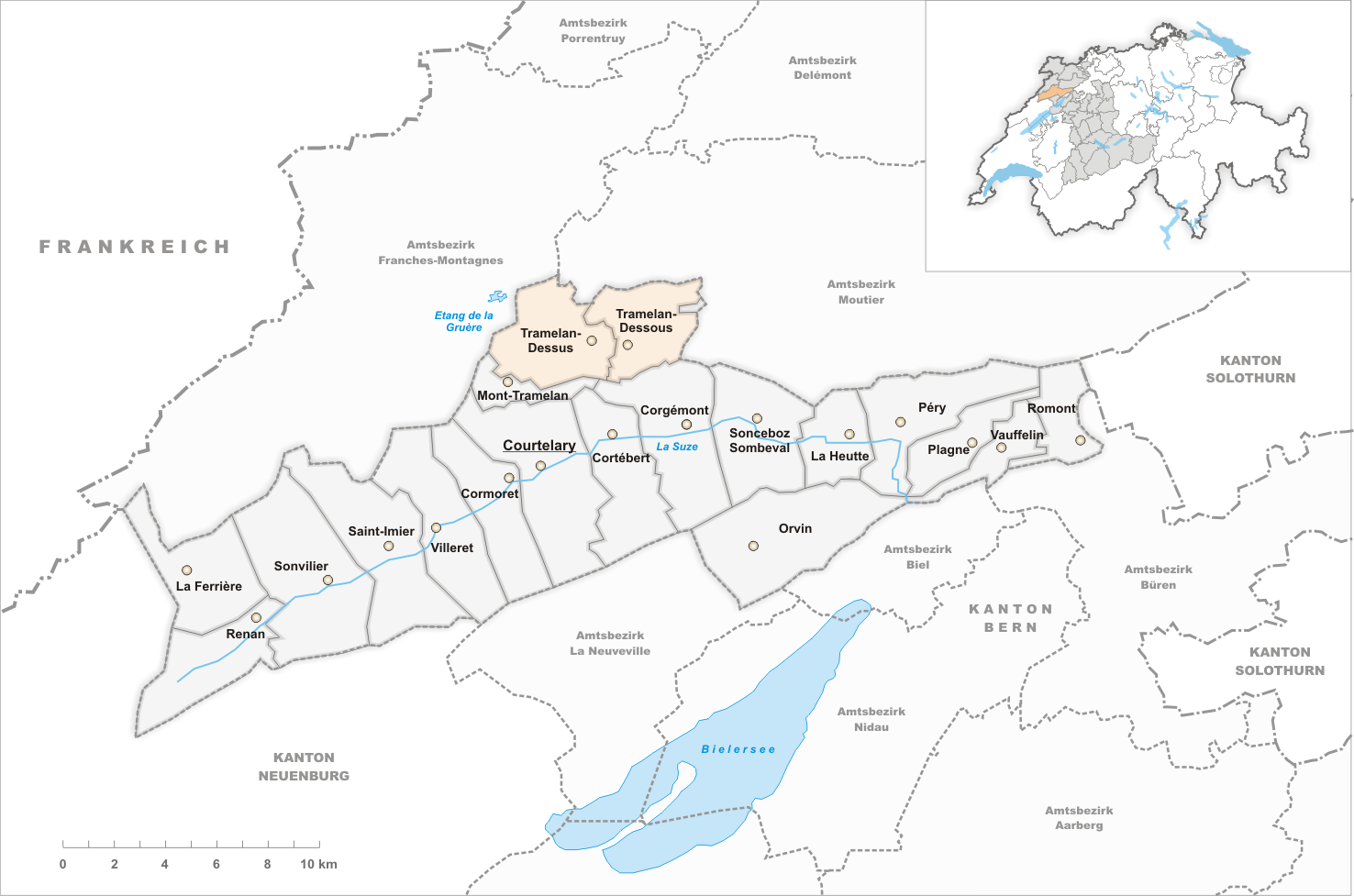
Gemeinden bis 1951
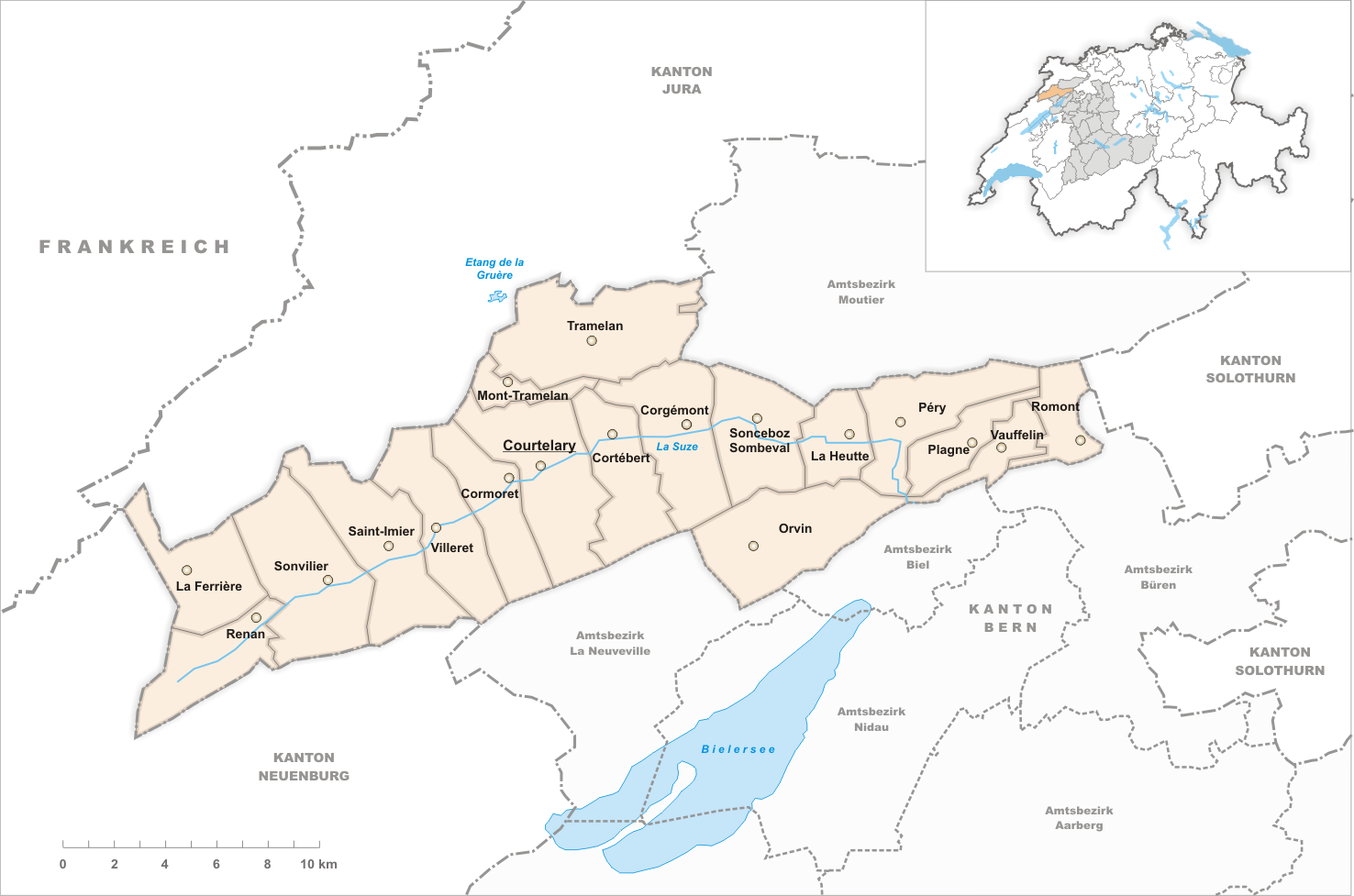
Gemeinden bis 2009

- 1952: Fusion Tramelan-Dessous und Tramelan-Dessus → Tramelan
- 2010: Bezirkswechsel aller 18 Gemeinden vom Amtsbezirk Courtelary → Verwaltungskreis Berner Jura

## Aufhebung der Amtsbezirke
Im Hinblick auf den geplanten Wechsel der Gemeinde Moutier zum Kanton Jura auf den 1. Januar 2026 werden gemäss Volksabstimmung vom 22. September 2024 sämtliche Amtsbezirke des Kantons Bern Ende 2025 aufgehoben, wobei die drei Amtsbezirke Courtelary, Moutier und La Neuveville bereits durch die 2010 eingeführte Verwaltungsregion Berner Jura ersetzt wurden. Da die Amtsbezirke in der Praxis keine Rolle mehr spielen, ist die Änderung reine Formsache.